# Dosse (rivière)
La Dosse est une rivière allemande d'une longueur de 96 km qui coule dans les länder de Brandebourg et de Saxe-Anhalt. Elle est un affluent droit de la Havel dans le bassin de l'Elbe.

## Source de la traduction
- (de) Cet article est partiellement ou en totalité issu de l’article de Wikipédia en allemand intitulé « Dosse » (voir la liste des auteurs).